# Thanh Thái Tông Kế phi
Thanh Thái Tông Kế phi (chữ Hán: 清太宗繼妃; ? - ?) Ô Lạp Na Lạp thị, là Kế thất của Thanh Thái Tông Hoàng Thái Cực, Hoàng đế đầu tiên của nhà Thanh trong lịch sử Trung Quốc.
Bà được lập Kế thất sau khi Nguyên phi Nữu Hỗ Lộc thị bị phế hoặc qua đời.

## Tiểu sử
Kế phi Na Lạp thị, còn gọi là Nạp Lạt thị (纳喇), người tộc Ô Lạp của Hải Tây Nữ Chân, là con gái Bối lặc Bác Khắc Đa (博克多) - em trai của Bối lặc Bố Can.
Năm Vạn Lịch thứ 35 (1607), Bác Khắc Đa cùng Bố Nhan đều bị Đại Thiện giết trong Trận Ô Kiệt Nham (乌碣岩之战), tuy không rõ thời gian Na Lạp thị trở thành thiếp thất của Hoàng Thái Cực, song dựa vào thời gian bà hạ sinh con cả Hào Cách thì có lẽ trước hoặc sau trận chiến này một vài năm. Năm thứ 37 (1609), ngày 13 tháng 3 (âm lịch), Na Lạp thị hạ sinh trưởng tử của Hoàng Thái Cực là Hào Cách.
Năm thứ 39 (1611), Na Lạp thị sinh tiếp con trai thứ là Lạc Cách (洛格). Năm Thiên Mệnh thứ 6 (1621), ngày 12 tháng 3 (âm lịch), bà sinh thêm Cố Luân Ngao Hán Công chúa, trưởng nữ của Hoàng Thái Cực. Về sau, Công chúa gả cho Ban Đệ (班第), người tộc Ngao Hán của Mông Cổ. Từ đó sử sách không còn bất kì ghi chép nào về Kế phi Na Lạp thị. Đến khi Hoàng Thái Cực kế thừa tước vị Đại hãn (1626), cũng không thấy truy phong.
Căn cứ Mãn văn lão đương (满文老档), ngày 9 tháng 5 (âm lịch), năm Thiên Mệnh thứ 8 (1623), Nỗ Nhĩ Cáp Xích trên đường lên Bát Giác điện, gặp phải một người con dâu là em gái của Xa Nhĩ Cách (车尔格), mẹ của Hào Cách, nhưng người này không hạ kiệu xuống chào nên bị Nỗ Nhĩ Cáp Xích trách mắng thậm tệ, thậm chí phế danh phận chính thất và ép ly hôn với Hoàng Thái Cực. Vì cụm từ "mẹ của Hào Cách" mà một số sử gia cho rằng ám chỉ Na Lạp thị, tuy nhiên xét vế trước "em gái của Xa Nhĩ Cách" thì rõ ràng chỉ Nguyên phi Nữu Hỗ Lộc thị, không phải bà. Cha và anh trai của Na Lạp thị mất trước khi Hào Cách ra đời, điều này càng cho thấy bà không liên quan gì đến sự kiện phế truất trên. Cụm từ "mẹ của Hào Cách" cơ hồ chỉ Đích mẫu của Hào Cách, chính thê của Hoàng Thái Cực là Nữu Hỗ Lộc thị mà thôi (theo định nghĩa của nhà Thanh, không chỉ Sinh mẫu mà Đích mẫu cũng được xem là mẹ).
Cách gọi ["Kế phi"] trong ghi chép về Na Lạp thị cho thấy bà được lập làm Kế thất của Hoàng Thái Cực sau khi Nữu Hỗ Lộc thị bị phế hoặc qua đời. Tuy nhiên chưa có lý giải cho việc bà hoàn toàn biến mất khỏi lịch sử và không có thụy hiệu Hoàng hậu. Dưới thời nhà Thanh, bà và Nguyên phi Nữu Hỗ Lộc thị, cùng hai vị chính thê của Nỗ Nhĩ Cáp Xích là Thanh Thái Tổ Nguyên phi Đông Giai thị và Thanh Thái Tổ Kế phi Phú Sát thị, là 4 vị Đại phi duy nhất không được truy phong Hoàng hậu, dù sinh thời họ đều là chính thê của Đại hãn.